# Ugur Kaya
Ugur Kaya (* 1988 in Berlin) ist ein deutscher Schauspieler.
Kaya ist türkischer Abstammung und besuchte von 2015 bis 2016 die Schauspielschule Charlottenburg.

## Filmographie
- 2018: Kabir Azabi
- 2019: Hüftkreisen mit Nancy
- 2019: Das Institut – Oase des Scheiterns
- 2021: The Mopes
- 2022: In aller Freundschaft – Die jungen Ärzte
- 2022: How to Dad
- 2022: Auris - Die Frequenz des Todes
- 2022: Tatort: Das Opfer
- 2023: Alaska
- 2023: WaPo Bodensee
- 2023: Sonderlage
- 2024: Lena Lorenz
- 2024: Trapps Sommer
- 2024: Helix
- 2024: 30 Tage Lust
- 2025: Tod am Rennsteig – Haus der Toten
- 2025: Exterritorial